# غشوة غربية
غشوة غربية (الاسم العلمي:Ceropegia occidentalis) هو نوع من النباتات يتبع جنس الغشوة من الفصيلة الدفلية.